# Epitoxus therondi
Epitoxus therondi är en skalbaggsart som beskrevs av Yélamos 1996. Epitoxus therondi ingår i släktet Epitoxus och familjen stumpbaggar. Inga underarter finns listade i Catalogue of Life.